# Organy w Rysum

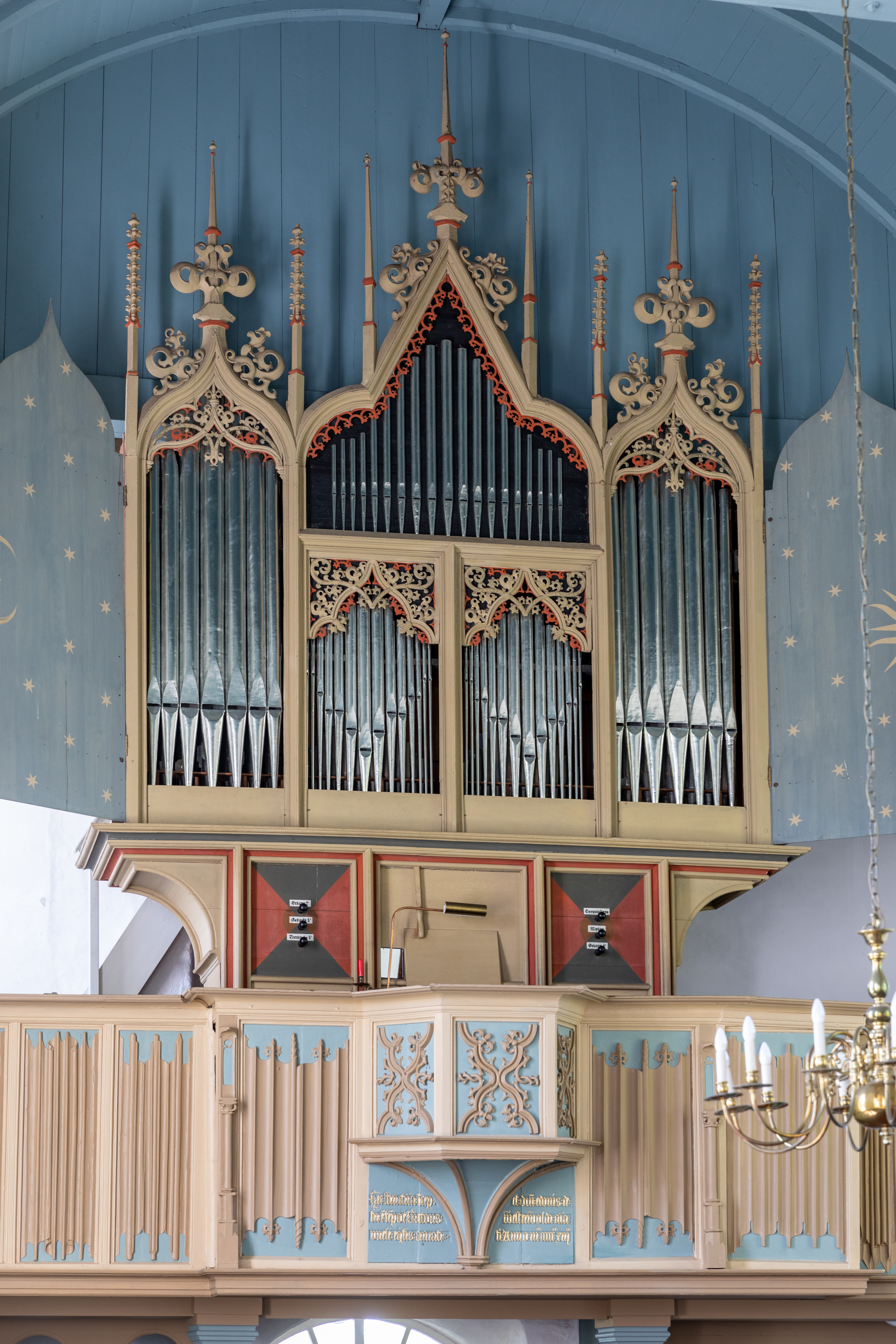
Organy w Rysum. Widoczny prospekt oraz – nad balustradą empory i balkonem – górna część stołu gry z manubriami i pulpitem na nuty

Organy w Rysum – 7-głosowe gotyckie organy piszczałkowe z mechaniczną trakturą w romańskim kościele w miejscowości Rysum we Fryzji Wschodniej (Niemcy). Jedne z najstarszych, wyposażonych w trakturę mechaniczną, grywalnych organów na świecie. Zbudowane w 1440 lub 1457 przez organmistrza Harmannusa z Groningen. Kilkukrotnie rekonstruowane i renowowane. Ostatnie zabiegi z roku 1960 i 2009 zachowały je w stanie z 1513 roku.

## Charakterystyka
Organy umieszczone są na emporze w tylnej części kościoła. Wyposażone są w wiatrownicę klapowo-zasuwową (suwakową) i zasilane miechami klinowymi. Cztery z siedmiu głosów wykonane są z oryginalnych ołowianych piszczałek z XV wieku. Należące do Praestantu piszczałki prospektowe są cynowane. Wbudowany w cokół prospektu organowego stół ma jeden manuał. Po jego lewej i prawej stronie znajduje się sześć włączników rejestrowych w formie drewnianych manubriów; siódmy – sterujący Praestantem – ma formę dźwigni i znajduje się nad pulpitem na nuty. Prospekt podzielony jest na segmenty według kanonu złotego podziału; wyposażony jest w skrzydłowe drzwi, z fragmentarczynie zachowanego dębowego oryginału z 1480 roku

### Dyspozycja
Dyspozycja po renowacji z 1959/1960:
| Manuał I CDEFGA-g2a2                                                                  |
| ------------------------------------------------------------------------------------- |
| Praestant 8′ Gedackt 8′ Octave 4′ Octave 2′ Sesquialtera II Mixtur III-IV Trompete 8′ |